# Gáfete
Gáfete es una freguesia portuguesa del concelho de Crato, con 46,11 km² de superficie y 1.063 habitantes (2001). Su densidad de población es de 23,1 hab/km².